# Música pimba
Música Pimba (deutsch Pimba-Musik) ist ein portugiesisches Musikgenre, das für seine Uptempo-Melodie und erotische (oft vulgäre) Texte bekannt ist.
Das Wort „Pimba“ stammt aus dem Lied Pimba Pimba des portugiesischen Sängers Emanuel, das 1995 veröffentlicht wurde. Es war eine Lautmalerei des Geschlechtsverkehrs. Trotzdem gab es Lieder mit diesen Merkmalen schon vor 1995.
Wegbereiter des Stils und sein erfolgreichster Interpret ist Quim Barreiros, der bereits als Jugendlicher Musiker wurde und sich auf das Akkordeon verlegte. Er nahm seit 1975 als Solokünstler Schallplatten auf und entwickelte seinen von traditioneller Folkloremusik beeinflussten Stil, der durch seine zweideutigen humorvollen Texte auffiel. Seit einer Brasilien-Tournee 1985 und auf Anregung von Luiz Gonzaga nahm Barreiros fortan auch Lieder aus dem Nordosten Brasiliens in sein Repertoire auf. 1986 erschien Barreiros’ bis heute wohl bekanntestes Lied, Bacalhau à portuguesa, das als erste wichtige Wegmarke des entstehenden Musikstils gelten kann. Der Erfolg Barreiros vor allem seit den 1980er und insbesondere den 1990er Jahren (u. a. sechs Mal Doppel-Platin in Portugal) ebnete den Weg für neue Sänger und später auch Sängerinnen ähnlicher Ausrichtung und ermutigte zudem bereits erfahrene Interpreten, sich ebenfalls dieser Richtung zuzuwenden.